# シャー・アラム・スタジアム
座標: 北緯3度4分56.1秒 東経101度32分41.8秒 / 北緯3.082250度 東経101.544944度
シャー・アラム・スタジアム（マレー語: Stadium Shah Alam）は、マレーシアのシャー・アラムにあった多目的スタジアムである。収容人数は80,000人。

## 概要
主にサッカーの試合に用いられた。マレーシアサッカーリーグに所属するセランゴールFAがホームスタジアムとして使用していた。
1996年のアトランタオリンピック男子サッカーアジア地区最終予選のメイン会場として使用され、U-23日本代表がU-23サウジアラビア代表を下してアトランタオリンピック出場を決めた試合がここで開催された。
2007年にはマレーシア、ベトナム、タイ、インドネシアの4ヶ国共同開催となったAFCアジアカップ2007の試合会場として使用された。
また、イングランド・プレミアリーグのクラブのアジアツアーの際に利用されることが多い。2008年7月29日にはマレーシア選抜対チェルシーFCの試合が、2011年7月13日にはマレーシア選抜対アーセナルFCの試合が行われた。
2020年、老朽化やスタジアムの構造が安全基準を満たさないとして閉鎖され、2024年から改築に向けた解体作業に着手。2029年までに新しいスタジアムが建設される予定。